# Чонгарська сільська рада
Чонга́рська сільська́ ра́да — адміністративно-територіальна одиниця та орган місцевого самоврядування в Генічеському районі Херсонської області. Адміністративний центр — село Чонгар.

## Загальні відомості
Чонгарська сільська рада утворена в 1922 році.
- Територія ради: 409,125 км²
- Населення ради: 3 124 особи (станом на 2001 рік)
- Водоймища на території, підпорядкованій даній раді: озеро Сиваш

## Населені пункти
Сільській раді підпорядковані населені пункти:
| № | Назва      | Тип    | Рік заснування         | Площа км² | Населення (2001), ос. |
| - | ---------- | ------ | ---------------------- | --------- | --------------------- |
| 1 | Чонгар     | село   | 1922                   | 62,29     | 1431                  |
| 2 | Атамань    | село   | сер. XIX ст.           | 73,129    | 341                   |
| 3 | Залізничне | селище | 1874                   | 0,033     | 13                    |
| 4 | Миколаївка | село   | II пол. XIX ст.        | 66,741    | 578                   |
| 5 | Новий Труд | село   | 1926–1928              | 81,26     | 335                   |
| 6 | Попівка    | село   | 1939                   | 74,05     | 136                   |
| 7 | Сиваш      | селище | 1874                   | 4,08      | 257                   |
| 8 | Чернігівка | село   | кін. XIX — поч. XX ст. | 47,54     | 33                    |

## Склад ради
Рада складається з 20 депутатів та голови.
- Голова ради: Білецька Тетяна Олександрівна
- Секретар ради: Коваль Галина Юріївна

### Керівний склад попередніх скликань
| Прізвище, ім'я, по батькові   | Основні відомості                                                 | Дата обрання | Дата звільнення |
| ----------------------------- | ----------------------------------------------------------------- | ------------ | --------------- |
| Білецька Тетяна Олександрівна | Сільський голова, 1958 року народження, освіта вища, позапартійна | 26.03.2006   | 31.10.2010      |
| Білецька Тетяна Олександрівна | Сільський голова, 1958 року народження, освіта вища, позапартійна | 31.10.2010   |                 |

Примітка: таблиця складена за даними сайту Верховної Ради України

### Депутати
За результатами місцевих виборів 2010 року депутатами ради стали:

#### За суб'єктами висування
| Суб'єкт висування                                       | Кількість обраних депутатів | %  |
| ------------------------------------------------------- | --------------------------- | -- |
| Партія регіонів                                         | 13                          | 65 |
| Комуністична партія України                             | 3                           | 15 |
| Народна партія                                          | 2                           | 10 |
| Політична партія Всеукраїнське об'єднання «Батьківщина» | 1                           | 5  |
| Політична партія «Сильна Україна»                       | 1                           | 5  |

#### За округами
| № округу                                                | Прізвище, ім'я, по батькові      | Дата визнання обраним | Освіта             | Партійна приналежність                  | Відомості про обраного депутата                            |
| ------------------------------------------------------- | -------------------------------- | --------------------- | ------------------ | --------------------------------------- | ---------------------------------------------------------- |
| Комуністична партія України                             |                                  |                       |                    |                                         |                                                            |
| 15                                                      | Яринич Анатолій Іванович         | 09.11.2010            | середня            | член Комуністичної партії України       | голова фермерського господарства, фермер                   |
| 17                                                      | Пітерова Олена Абдулазізівна     | 09.11.2010            | незакінчена вища   | член Комуністичної партії України       | Чонгарський Будинок культури, директор                     |
| 20                                                      | Коваль Галина Юріївна            | 09.11.2010            | вища               | член Комуністичної партії України       | Чонгарська сільська рада, секретар виконкому               |
| Народна Партія                                          |                                  |                       |                    |                                         |                                                            |
| 12                                                      | Васильєва Світлана Петрівна      | 09.11.2010            | середня спеціальна | член Народної партії                    | Чонгарська загальноосвітня школа, кухар                    |
| 14                                                      | Тюлєнєва Марина Валеріївна       | 09.11.2010            | вища               | член Народної партії                    | Чонгарська загальноосвітня школа, психолог                 |
| Партія регіонів                                         |                                  |                       |                    |                                         |                                                            |
| 1                                                       | Головко Анатолій Миколайович     | 09.11.2010            | середня            | член Партії регіонів                    | тимчасово не працює                                        |
| 2                                                       | Макарова Наталя Леонідівна       | 09.11.2010            | незакінчена вища   | позапартійна                            | Новотрудівський фельдшерсько-акушерський пункт, фельдшер   |
| 3                                                       | Бессонова Лілія Володимирівна    | 09.11.2010            | вища               | член Партії регіонів                    | Чонгарська сільська рада, спеціаліст по земельним питанням |
| 5                                                       | Коблюк Валерій Васильович        | 09.11.2010            | середня спеціальна | член Партії регіонів                    | приватний підприємець                                      |
| 6                                                       | Сучак Людмила Володимирівна      | 09.11.2010            | незакінчена вища   | член Партії регіонів                    | Новотрудівська школа-сад, завідувач                        |
| 7                                                       | Хуснутдінова Валентина Дмитрівна | 09.11.2010            | незакінчена вища   | член Партії регіонів                    | ПП ПОП «Чонгар», меліоратор                                |
| 8                                                       | Іванова Світлана Трохимівна      | 09.11.2010            | середня            | член Партії регіонів                    | ПП ПОП «Чонгар»                                            |
| 9                                                       | Малишко Петро Федорович          | 09.11.2010            | середня спеціальна | член Партії регіонів                    | ПП ПОП «Чонгар», завідувач дільниці                        |
| 10                                                      | Зубко Володимир Петрович         | 09.11.2010            | незакінчена вища   | член Партії регіонів                    | ПП ПОП «Чонгар», водій                                     |
| 11                                                      | Єрмакова Тетяна Володимирівна    | 09.11.2010            | середня            | член Партії регіонів                    | Миколаївське відділення зв'язку, завідувач                 |
| 13                                                      | Лопіна Алла Іванівна             | 09.11.2010            | вища               | член Партії регіонів                    | ПП ПОП «Чонгар», бухгалтер                                 |
| 18                                                      | Лошак Тетяна Олександрівна       | 09.11.2010            | середня            | член Партії регіонів                    | ПП ПОП Чонгар, секретар                                    |
| 19                                                      | Кулакова Світлана Володимирівна  | 09.11.2010            | незакінчена вища   | член Партії регіонів                    | аптека № 6 с. Чонгар, завідувач                            |
| Політична партія Всеукраїнське об'єднання «Батьківщина» |                                  |                       |                    |                                         |                                                            |
| 4                                                       | Головко Ірина Павлівна           | 09.11.2010            | вища               | позапартійна                            | приватний підприємець                                      |
| Політична партія «Сильна Україна»                       |                                  |                       |                    |                                         |                                                            |
| 16                                                      | Кириченко Наталія Олексіївна     | 09.11.2010            | вища               | член Політичної партії «Сильна Україна» | Чонгарський ясла-садок «Червона шапочка», завідувач        |